# Estación de Pubilla Cases
Pubilla Cases es una estación de la línea 5 del Metro de Barcelona situada debajo la avenida Doctor Ramón Solanich, entre la plaza Mare de Déu del Pilar (Virgen del Pilar) y la calle El·lipse en Hospitalet de Llobregat.

## Historia
La llegada del Metro de Barcelona al barrio de Pubilla Casas de Hospitalet de Llobregat fue proyectada en el Plan de la Red de Metros de 1966, como prolongación de la Línea V, que por entonces todavía estaba en construcción. Las obras de la extensión desde San Ramón (actual Collblanc) hasta «Pubilla Casas» (nombre que recibió originalmente la estación) fueron adjudicadas el 27 de mayo de 1969 a la empresa Entrecanales y Távora. El tramo entró en servicio el 5 de febrero de 1973, el mismo día que la nueva línea IV. La inauguración estuvo presidida por el ministro de Obras Públicas, Gonzalo Fernández de la Mora, acompañado de los alcaldes de Barcelona y Hospitalet de Llobregat.
En 1982 la estación catalanizó su nombre por Pubilla Cases, al tiempo que la Línea V adoptó la numeración arábiga y pasó a llamarse Línea 5.
En 2006 se llevaron a cabo obras para adaptar los accesos a las personas de movilidad reducida, incluyendo la instalación de ascensores. Entre 2007 y 2008 la estación fue objeto de una rehabilitación integral: se renovaron los pavimentos, techos y revestimientos de las paredes, así como la iluminación y el mobiliario.

## Líneas
| << cabecera     | < estación  | línea | estación >   | cabecera >>   |
| --------------- | ----------- | ----- | ------------ | ------------- |
| Metro           |             |       |              |               |
| Cornellà Centre | Can Vidalet |       | Ernest Lluch | Vall d'Hebron |